# The Murder City Devils
The Murder City Devils es una banda de garage rock activa entre 1996 y 2001.

## Historia
La formación original de la banda consistía en Spencer Moody (voces), Dann Gallucci (guitarra), Derek Fudesco (bajo), Coady Willis (batería) y Nate Manny (guitarra). Se formaron en Seattle, Washington en 1996. 
Gabe Kerbratz fue su fiel roadie y también fue considerado un miembro más de la banda. 
Dann y Derek habían tocado anteriormente en la banda punk Death Wish Kids junto la vocalista Andrea Zollo editando dos singles. 
Junto a Spencer formaron Área 51 y en 1995 el trío formó The Hookers, que vendría a ser la semilla de los Murder City Devils. Temas como "Broken glass", "Tell you brother" o "Boom swagger boom" se gestaron en esa época. A finales de 1996 Andrea abandonó la banda y fue sustituida por Coady Willis, también se unió otro guitarrista, Nate Manny, así fue como los Devils nacieron.
Ya como Murder City Devils, en un año la banda sacó dos singles, "Three Natural Sixes" (Hopscotch Records #5) y "Dance Hall Music" (Empty Records MTR-354) y firmaron para el sello "Die Young Stay Pretty", un subsidiario de Sub Pop. Su primer larga duración, "Murder City Devils" se editó en 1997.
En 1998 la banda gravó "Empty bottles, broken hearts" con el productor Jack Endino (Nirvana, Mudhoney, Zeke), su segundo LP.
Tras la grabación reclutaron a una exbajista de Hole, Leslie Hardy, al órgano. Se embarcaron en un largo tour por los Estados Unidos donde compartieron escenario con Built to Spill, Pearl Jam o At the Drive-In.
En el año 2000 salió su tercer larga duración "In name and blood" con fotos en su interior donde se veían a los 7 miembros del grupo como víctimas de un asesinato (Moody aparece con destripado, Gallucci ahorcado, etc). Lo produce John Agnello (Dinosaur Jr, Jawbox, The Breeders).
También aparecieron como banda y actores en el film independiente "The edge of quarrel", una historia sobre las trifulcas entre Punks y Straight edges donde Dann Gallucci interpreta a uno de los protagonistas; Chance Linstrom, jefe de la cuadrilla de los Punks. También actúan en la película Derek, Spencer y Coady.
Otro film de esa época es "For the Cash", donde aparecen de nuevo Spencer Moody, Dann Gallucci y Coady Willis.
En mayo de ese mismo año la banda gira por primera vez por Europa junto a Zeke. Durante el tercer concierto en Glasgow, Escocia, Derek se rompe una pierna y tiene que abandonar el Tour debido a una infección. Al principio es sustituido por Jeff Matz de Zeke y más tarde por el guitarrista Nate Manny.
La gira les lleva por Holanda, Francia, España, Alemania, Inglaterra, Italia, Noruega, Suecia, Austria y Dinamarca.
Tras gravar el mini LP "Thelema" en 2001 la banda decidió separarse tras la marcha de Leslie Hardy. Su último concierto fue el 31 de octubre de ese mismo año en Seattle y fue gravado para editarse en DVD.
Después de la separación el bajista Derek Fudesco se dedicó por completo a su nueva banda, Pretty Girls Make Graves, que se separó en junio de 2007.
Spencer Moody, Coady Willis y Nate Manny formaron Dead Low Tide que en su poco tiempo de vida gravó un sencillo y un LP.

## Miembros
- Spencer Moody - Voces (actualmente en Triumph Of Lethargy Skinned Alive To Death, ex-Area 51, The Hookers, John and Spencer Booze explosión, Smoke and smoke y Dead Low Tide)
- Dann Gallucci - Guitarra (actualmente en Cold War Kids, ex-Death wish kids, Area 51, The Hookers, A Gun Called Tension y Modest Mouse)
- Derek Fudesco - Bajo (actualmente guitarrista en The Cave Singers y Deep Creep, ex-Death wish kids, Area 51, The Hookers y Pretty Girls Make Graves )
- Coady Willis - Batería (actualmente en The Melvins y Big business, ex-Dead Low Tide)
- Matthew Schwartz - Teclado y guitarras (de Chasing Kings y miembro de Cold War Kids en tour)

## Exmiembros
- Nate Manny - Guitarra (ex-Dead Low Tide, The cleavers y Unabombers)
- Leslie Hardy - Órgano (ex-Hole)

## Discografía

### Álbumes
- The Murder City Devils LP/CD - 1997
- Empty Bottles, Broken Hearts LP/CD - 1998
- In Name and Blood LP/CD- 2000
- Thelema 10"/CD - 2001
- R.I.P. 2LP/CD - Álbum en directo, 2003
- The White Ghost Has Blood on Its Hands Again, LP 2014.

### 7"
- Three Natural Sixes - 1997
- Dance Hall Music - 1997
- Dancin Shoes - 1998
- Christmas Bonus Single - 1998
- Murder City Devils/Botch Split (Banda sonora para el film The Edge of Quarrel) - 1999
- Murder City Devils/Gluecifer Split - 1999
- Murder City Devils/At The Drive-In Split - 2000
- Every day I rise - 2012

### Video
- The End (DVD) - 2005
- Rock & Roll Won't Wait (DVD) - 2004
- Rock & Roll Won't Wait (VHS) - 2001
- The Edge of Quarrel (VHS) - 2000

- Datos: Q923123